# Gianluca Pegolo
Gianluca Pegolo (ur. 25 marca 1981 w Bassano del Grappa) – włoski piłkarz występujący na pozycji bramkarza we włoskim klubie Sassuolo. Wychowanek Hellasu Verona, w trakcie swojej kariery grał także w takich zespołach, jak Fiorenzuola, Genoa, Mantova, Parma oraz Siena. Młodzieżowy reprezentant Włoch.